# Saint-Bernard, Haut-Rhin
Saint-Bernard är en kommun i departementet Haut-Rhin i regionen Grand Est (tidigare regionen Alsace) i nordöstra Frankrike. Kommunen ligger i kantonen Altkirch som tillhör arrondissementet Altkirch. År 2022 hade Saint-Bernard 597 invånare.

## Befolkningsutveckling
Antalet invånare i kommunen Saint-Bernard
| Referens: INSEE |